# Solanum viridifolium
Solanum viridifolium är en potatisväxtart som beskrevs av Michel Félix Dunal. Solanum viridifolium ingår i släktet skattor som ingår i familjen potatisväxter. Inga underarter finns listade i Catalogue of Life.